# ニクズク
ニクズク（肉荳蔲、学名: Myristica fragrans）は、ニクズク科ニクズク属の常緑高木の1種であり、香辛料のナツメグおよびメースの原料となる。インドネシアのモルッカ諸島（香料諸島）原産であるが、現在では世界中の熱帯域で栽培されており、グアテマラやインド、インドネシアでの生産量が多い。雌雄異株（雄花と雌花が別の個体につく）であり、花は小さく、黄白色でつぼ形（図1）。果実は熟すと縦に裂開し、赤い仮種皮で包まれた種子が露出する（図1）。この仮種皮がメースに、種子中の胚乳がナツメグになる。胚乳は生薬ともされ、肉荳蔲（ニクズク）とよばれる。

## 特徴
常緑高木であり、高さはふつう4–10メートル (m)、大きなものは 20 m ほどになる（図2a）。樹皮はほぼ平滑で緑褐色（図2b）。小枝は黄色、最初は微毛があるが、のちに無毛。
葉は互生し、葉柄は長さ6-12ミリメートル (mm)（図3a）。葉身は楕円形から楕円状披針形、長さ6–13センチメートル (cm)、幅 3.5–6.5 cm、基部は広くさび形またはほぼ円形、先端は短い尖鋭形、ほぼ革質、両面は無毛、葉脈は羽状で側脈は6–12対（図3）。
雌雄異株。雄花・雌花とも花被片は1輪、3(–4)枚で合生してつぼ形、厚く肉質、黄白色、芳香がある（図4）。雄花は単生または4–8個（またはそれ以上）が集まった花序を形成し、花柄は長さ10–15mm、小苞は早落性、花被は長さ 5–7 mm、雄しべは9–20個で合生して柱状、花糸部は約 2 mm。雌花は単生または数個が花序を形成し、雌花の花柄は長さ 8–12 mm、小苞は脱落後に輪状の跡が残り、雄花よりやや大きく花被は長さ約 1 cm、雌しべは1個、子房は上位、楕円形で毛が密生し、1室で胚珠を1個含み基底胎座、花柱は非常に短く、柱頭は2裂。

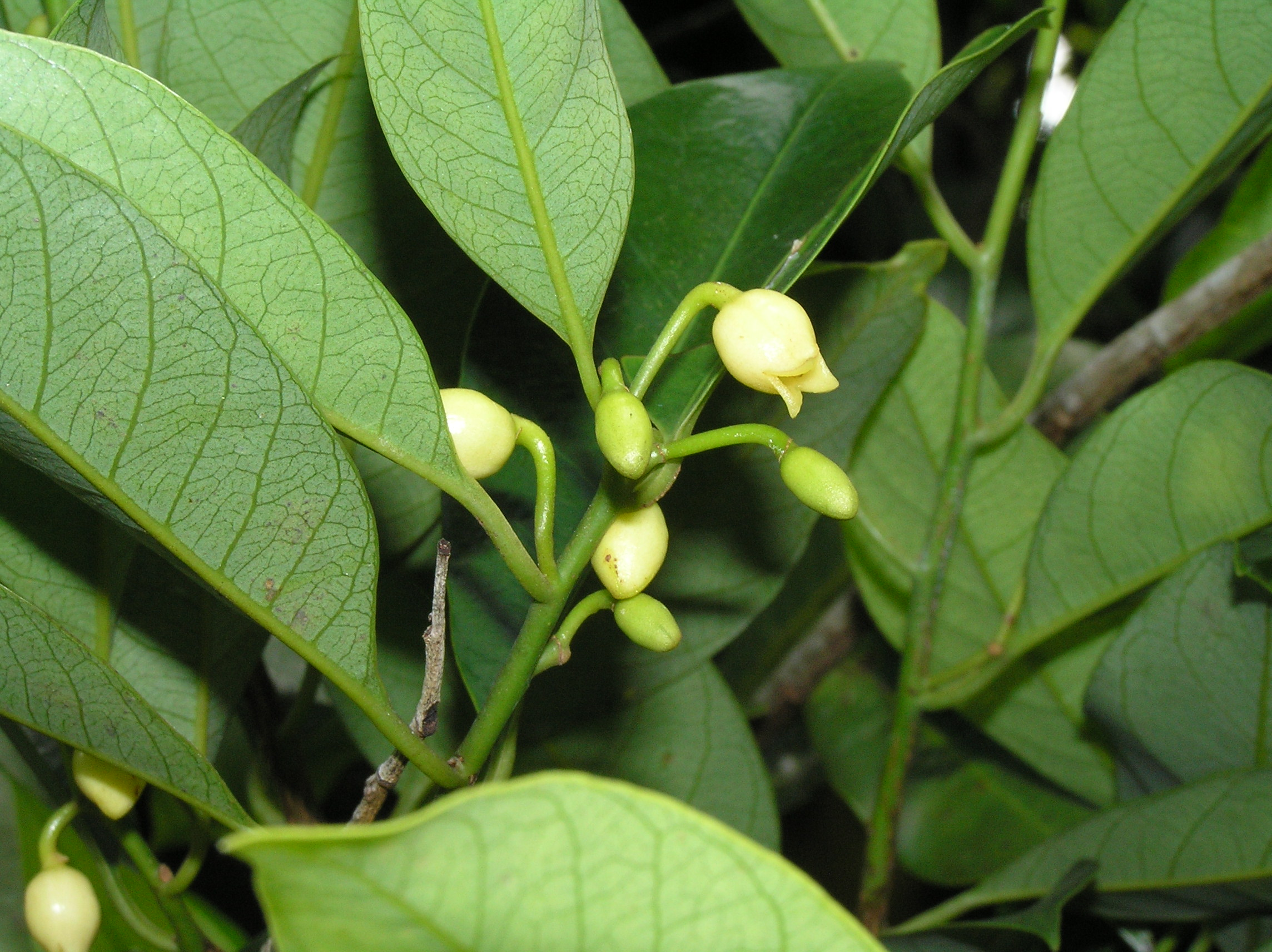
4. 花

果実は洋ナシ形から亜球形、3–6 × 2.5–4.5 cm、黄色からオレンジ色、開花後5–6ヶ月で縦裂開して種子がのぞく（図5a）。果柄は長さ 10–15 mm、先端はやや太くなる。種子は楕円形、長さ 2–3 cm、直径約 2 cm、赤く不規則に深く裂けた仮種皮で包まていれる（図5b）。種子が不稔で仮種皮のみが発達する栽培品種や、仮種皮が黄色い栽培品種も存在する。胚乳には、暗褐色の外乳が複雑に貫入している（図5c）。
種子には脂質（30–40%）と精油（約10%）が含まれ、独特の香りはテルペン（α-ピネン、p-シメン、サビネン、カンフェン、ミルセン、γ-テルピネン）、テルペン誘導体（テルピノール、ゲラニオール、リナロール）、フェニルプロパン（ミリスチシン、サフロール、エレミシン）などの精油に由来する。

## 分布・生態
インドネシアのモルッカ諸島（別名は香料諸島）原産である。現在では、アフリカ、インド、スリランカ、ヒマラヤ、中国南部、台湾、東南アジア、西インド諸島、中南米など世界中の熱帯地域で栽培されている。

## 人間との関わり

### 食用
種子の胚乳はナツメグ（nutmeg）とよばれる香辛料とされ、スパイシーで甘い香りとまろやかなほろ苦さがある（図6a）。ナツメグは、コショウ、シナモン、クローブとともに、世界の四大香辛料の1つとされる。肉の生臭さを消す作用が強く、ハンバーグ、ミートボール、メンチカツ、ミートソースなど肉料理（特にひき肉料理）に広く用いられる。また野菜の甘みを引き出す効果もあり、ジャガイモ、キャベツ、ホウレンソウ、カブなどの野菜料理にも使われる。他に、ドーナツ、プディング、クッキー、パイなどの菓子、アレキサンダーやエッグノッグなどのカクテルにも用いられる。ふつう乾燥粉末として市販されているが、ホールのナツメグをその都度おろし金でおろした方が芳香を楽しむことができる（図6b）。ただし、ナツメグはミリスチシンなど有害物質を含むため、大量に摂取すると有毒であり、幻覚作用や肝毒性を示すことがある。

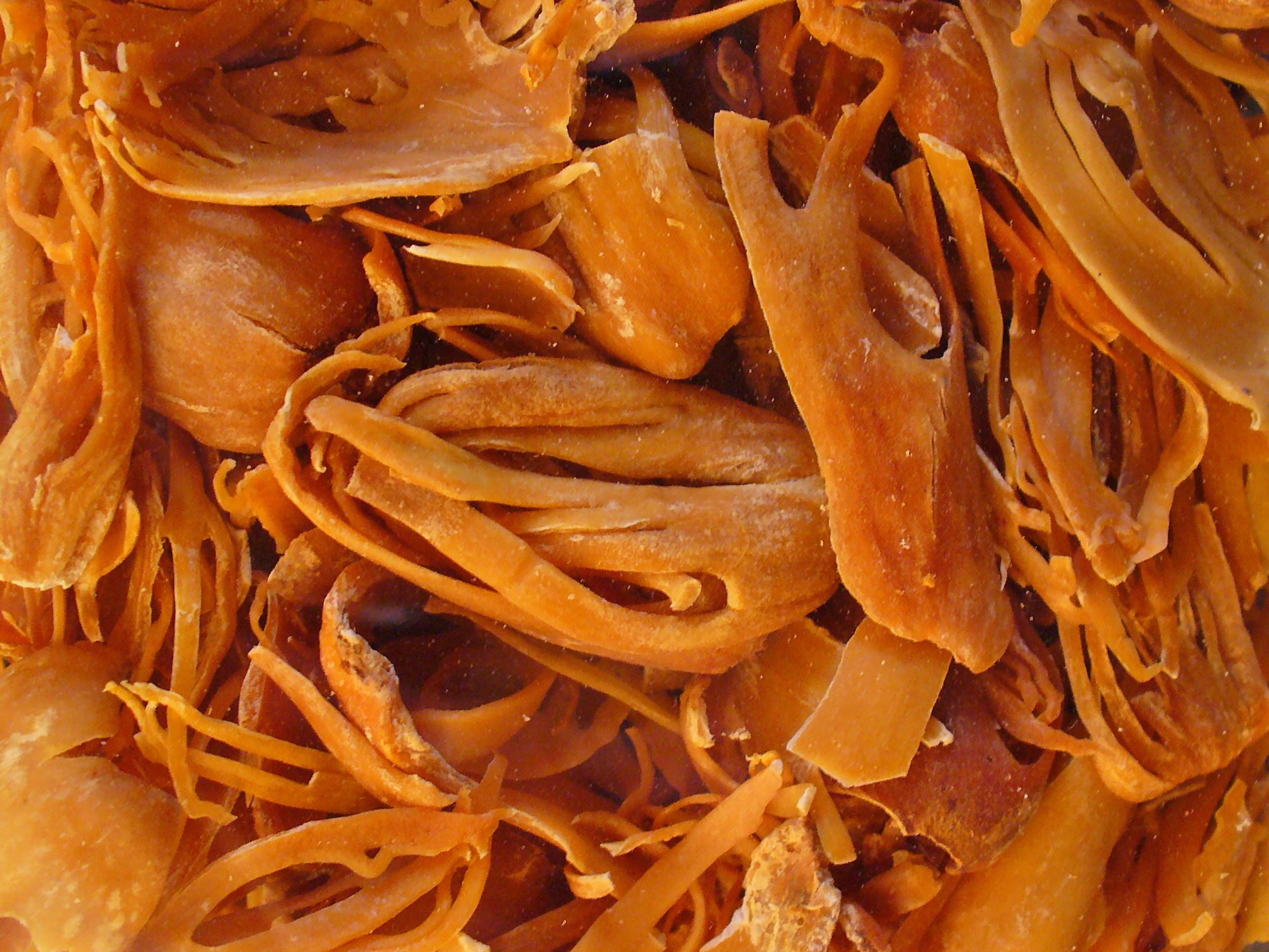
7. メース

種子を覆う仮種皮はメース（mace）とよばれ、ナツメグよりも穏やかな風味の香辛料であり、より高価で取引される（図7）。
種子を圧搾または溶剤抽出して得られた油脂はニクズクバターまたはナツメグバター（nutmeg butter）とよばれ、料理用、薬用とされる。また、種子を水蒸気蒸留して得られる精油は、ニクズク油またはナツメグ油（nutmeg oil, myristica oil）とよばれ、香料などにも使われる。果皮を渋抜きしたものは、砂糖漬け、ジャム、ゼリー、カレーの具などにされることがある。

### 薬用
ニクズクの胚乳は生薬としても利用され、生薬名は「ニクズク（肉荳蔲）」である。健胃、駆風、止瀉、解熱、血行促進、催淫、興奮などの作用があるとされ、食欲不振、胃腸炎、腹部膨満、腹痛、下痢、吐き気、頭痛などに対して使われる。漢方では下痢、腹痛に用い、母乳促進、消化促進に効果があるとして二神丹（食欲増進）、六君子湯（下痢止め）、草荳蔲散（口臭止め）、通泉散（母乳促進）などに配合される。インドでは、粉末を糊状に練ったものが、湿疹や疥癬の外用薬とされることがある。また、薬用の軟膏やシロップの原料とされることがある。
ニクズクに含まれる物質からは、抗酸化作用、抗微生物作用、抗発がん作用、抗肝毒作用、抗炎症作用、免疫調節作用などが報告されており、これらの観点からも研究されている。

### その他の利用
ニクズクは、シャンプー、石鹸、シェービングクリーム、化粧品、香水などに利用されることがある。

### 栽培
世界中の熱帯域から亜熱帯域で栽培されている。ふつう実生によって増やし、高さ 30 cm ほどになったら定植する。8–9年目から果実をつけ、盛期には1本あたり4,000個結実し、60年間ほど収穫できる。水はけの良い、肥沃な土壌を好む。最適な日中気温は22–34°Cだが、12–38°Cにも耐えることができる。年間降雨量 2,000–3,500 mm ほどの湿潤な環境を好む。年2回の収穫があり、収量は1ヘクタールあたりナツメグが400–500キログラム (kg)、メースが 80–120 kg である。
2023年におけるナツメグ・メース・カルダモン生産量上位国は、グアテマラ（95,210トン）、インド（54,000トン）、インドネシア（43,790トン）、ラオス（9,142トン）、ネパール（8,674トン）、スリランカ（4,059トン）であった。

### 歴史
インドでは紀元前から知られていた。その後、中国や中東に伝わり、アラブ人によってヨーロッパにも持ち込まれた。ヨーロッパに初めて記録が現れるのは1195年である。当初は極めて高価であり、1284年に1ポンド（450 g）がヒツジ3頭または雄ウシ半頭分したとの記録がある。その後、16世紀以降には、ヨーロッパ諸国が海外進出に伴ってニクズクの貿易権を争った。当初はポルトガルが、17世紀にはオランダが独占したが、18世紀にはフランスやイギリスによってモルッカ諸島から持ち出され、世界各地の熱帯域で栽培されるようになった。日本には、1848年に生きた植物が長崎に持ち込まれたが、商業的栽培はされていない。

### 名称
「ニクズク」の名は、漢名の「肉荳蔲」に由来する。日本に伝わった当初は、「シシズク」とよばれていた。肉豆蔲の「豆蔲」は、小豆蔲（カルダモン）、草豆蔲、白豆蔲などショウガ科の果実に由来する生薬に使われ、ニクズクはこれらとは遠縁である。肉豆蔲の初出は宋代の『開宝本草』であるが、このような初期の「肉豆蔲」は現在ニクズクと呼ばれる植物ではなく、ショウガ科の植物であったと考えられている。
「ナツメグ（nutmeg）」の名は、古オック語の noz muscada または ラテン語の nux muscatus（いずれも「麝香のナッツ」の意味）に由来する。

## 分類
ニクズクは、1774年にオランダの植物学者マールテン・ホッタインによって記載された。種小名の fregrans は、「良い香りの」という意味である。